# Raionul Bilopillea, Sumî
Bilopillea (în ucraineană Білопільський район, transliterat: Bilopilskîi raion) este un raion în regiunea Sumî, Ucraina. Reședința sa este orașul Bilopillea.

## Demografie
Componența lingvistică a raionului Bilopillea
     Ucraineană (93,83%)
     Rusă (5,35%)
     Alte limbi (0,44%)
Conform recensământului din 2001, majoritatea populației raionului Bilopillea era vorbitoare de ucraineană (93,83%), existând în minoritate și vorbitori de rusă (5,35%).